# خالد بن محمد العطية
خالد بن محمد العطية (9 مارس 1967م -) طيار مقاتل في القوات الجوية الأميرية القطرية ورجل أعمال وسياسي شغل (سابقاً) منصب نائب رئيس مجلس الوزراء ووزير لشؤون الدفاع بدولة قطر وشغل منصب وزير خارجية دولة قطر سابقاً، عُين وزيراً للدولة للشؤون الخارجية عضواً بمجلس الوزراء في عام 2011 حتى تم تعيينه وزيرًا للخارجية في حكومة الشيخ عبدالله بن ناصر آل ثاني في 26 يونيو 2013. عُين وزيرا للدولة لشؤون الدفاع في 27 يناير/کانون الثاني 2016.
بتاريخ 12 نوفمبر 2024 أصدر أمير قطر الشيخ تميم بن حمد آل ثاني اليوم أمرا بتعديل تشكيل مجلس الوزراء شمل وزارات عديدة إلى جانب تعيين وزير دولة جديد لشؤون الدفاع.
وأفاد الديوان الأميري، في بيان على موقعه الإلكتروني، بأن أمير البلاد أصدر اليوم الأمر الأميري رقم 2 لسنة 2024 بتعديل تشكيل مجلس الوزراء، حيث نص الأمر على أن يعين الشيخ سعود بن عبدالرحمن آل ثاني، نائبا لرئيس مجلس الوزراء ووزيرا للدولة لشؤون الدفاع.

## التعليم
حصل على درجة البكالوريوس في العلوم الجوية من كلية الملك فيصل الجوية بالمملكة العربية السعودية في عام 1987، وحاصل على شهادة الماجستير في القانون العام في 1999 من جامعة عين شمس وكذلك الدكتوراة في القانون من جامعة القاهرة عام 2006.

## العمل
بدأ العطية مسيرته ضابطا طياراً مقاتلاً وإنضم لسلاح الجو الأميري القطري بين أعوام 1987-1995، ثم غادر سلاح الجو القطري، وأنشأ مكتب محاماة عام 1995. ومن عام 2003 إلى 2008 شغل منصب رئيس اللجنة الوطنية لحقوق الإنسان. ثم شغل منصب وزير الدولة للتعاون الدولي 2008-2011، وفي عام 2009، أصبح عضوا في مجلس إدارة مؤسسة صلتك، وهو أيضا عضو مجلس الإدارة ورئيس اللجنة التنفيذية لشركة الديار، وعضوا في مجلس إدارة شركة الكهرباء والماء القطرية.